# Bahriye Üçok
Bahriye Üçok (Trebisonda, Imperi Otomà, 1919 - Ankara, Turquia, 6 d'octubre de 1990) va ser una acadèmica turca, teòloga, que va morir a causa d'un atemptat amb un paquet bomba. També va escriure en diaris i va ser política (diputada d'Ordu) del Partit Republicà del Poble (CHP).
Segons la seva filla, l'advocada Kumru Üçok, és l'única dona turca que ha patit un atemptat d'aquest estil. També va exercir de professora associada a la Facultat de Divinitat (İlahiyat Fakültesi en turc) de la Universitat d'Ankara i va ser considerada una acadèmica amb idees secularistes. També fou una defensora dels drets de les dones.
Gülay Calap, la jove de la companyia que va acceptar el paquet que provocà la mort d'Üçok, va desaparèixer durant més de tres anys i fou arrestada a Esmirna el 16 de gener de 1994, com a responsable en aquesta ciutat de Türkiye Devrimci Halk Partisi (Partit popular revolucionari de Turquia), una organització extremista afiliada amb el PKK. Després de complir 12 anys d'una sentència de 22 anys i 6 mesos per aquest atemptat, fou alliberada i el 2007 va ser vicepresidenta del Partit de la Societat Democràtica.
Üçok es autora del llibre İslâm Devletlerinde Türk Naibeler ve Kadın Hükümdarlar (en català, traduïble com a «Dones regentes i sobiranes turques als Estats Islàmics») (Kırmızı Kedi Yayınevi, 2020; ISBN 978-6052986264).

## Reconeixement
Hi ha diverses places, bulevards, avingudes i similars amb el nom de Bahriye Üçok a les grans ciutats de Turquia com: Ankara, Bursa, Edirne o Esmirna.